# 벼룩아재비
벼룩아재비(Mitrasacme alsinoides)는 한반도 중부 이남 들판의 습지에 나는 한해살이풀로 높이는 5-15cm이다. 줄기는 섬세하고, 밑에서 가지가 갈라지며, 윗부분에 입자상의 돌기가 있다. 잎은 마주나며, 피침형이거나 선형이고 길이 3-8mm이다. 밑부분이 서로 합쳐지고 끝이 뾰족하다. 꽃은 흰색, 잎겨드랑이와 가지 끝에 1-2송이씩 달리고, 화관의 길이 3mm, 꽃자루의 길이 8-20mm이다. 열매는 삭과로 둥근 모양이며 윗부분이 2갈래이다.